# Loay
Loay ist eine philippinische Stadtgemeinde in der Provinz Bohol. Sie hat 16.691 Einwohner (Zensus 1. August 2015).
Loay liegt an der Südküste Bohols, direkt an der Mündung des Loboc Rivers. Von Tagbilaran kommend zweigt kurz der hinter der Brücke (diese brach im April 2022 zusammen) über den Fluss die Loay Interior Road ab, welche ins Landesinnere führt.

## Baranggays
Loay ist politisch unterteilt in 24 Baranggays.
| - Agape - Alegria Norte - Alegria Sur - Bonbon - Botoc Occidental - Botoc Oriental - Calvario - Concepcion | - Hinawanan - Las Salinas Norte - Las Salinas Sur - Palo - Poblacion Ibabao - Poblacion Ubos - Sagnap - Tambangan | - Tangcasan Norte - Tangcasan Sur - Tayong Occidental - Tayong Oriental - Tocdog Dacu - Tocdog Ilaya - Villalimpia - Yanangan |

## Tourismus
Die meisten Touristen bekommen Loay nur kurz auf der Durchreise zu sehen, da die Stadt auf der Strecke von Tagbilaran zu den vielbesuchten Chocolate Hills im Landesinneren liegt. In Loay selbst bietet sich Besuchern beispielsweise der Loay River Cruise als Attraktion. Auf schwimmenden Restaurant-Booten wird hier während der Fahrt den Flusslauf hinauf ein reichhaltiges Buffet mit verschiedenen typisch philippinischen Spezialitäten angeboten.
In Loay steht eine aus Korallensteinblöcken erbaute Kirche aus dem 19. Jahrhundert mit separatem, freistehenden Glockenturm, sowie das Clarin Anchestral House. Dieses heute als Museum eingerichtete Haus im Filipino-Spanischen Stil aus der Mitte des 19. Jahrhunderts erinnert an die spanische Kolonialzeit Bohols und ist ein typisches Beispiel der damals üblichen Wohnstätten wohlhabender und einflussreicher Einwohner. Heute unbewohnt, lebten in diesem Hause über viele Jahrzehnte hinweg Mitglieder der Clarin-Familie, einem der einflussreichsten und politisch sehr aktiven Clan Bohols.

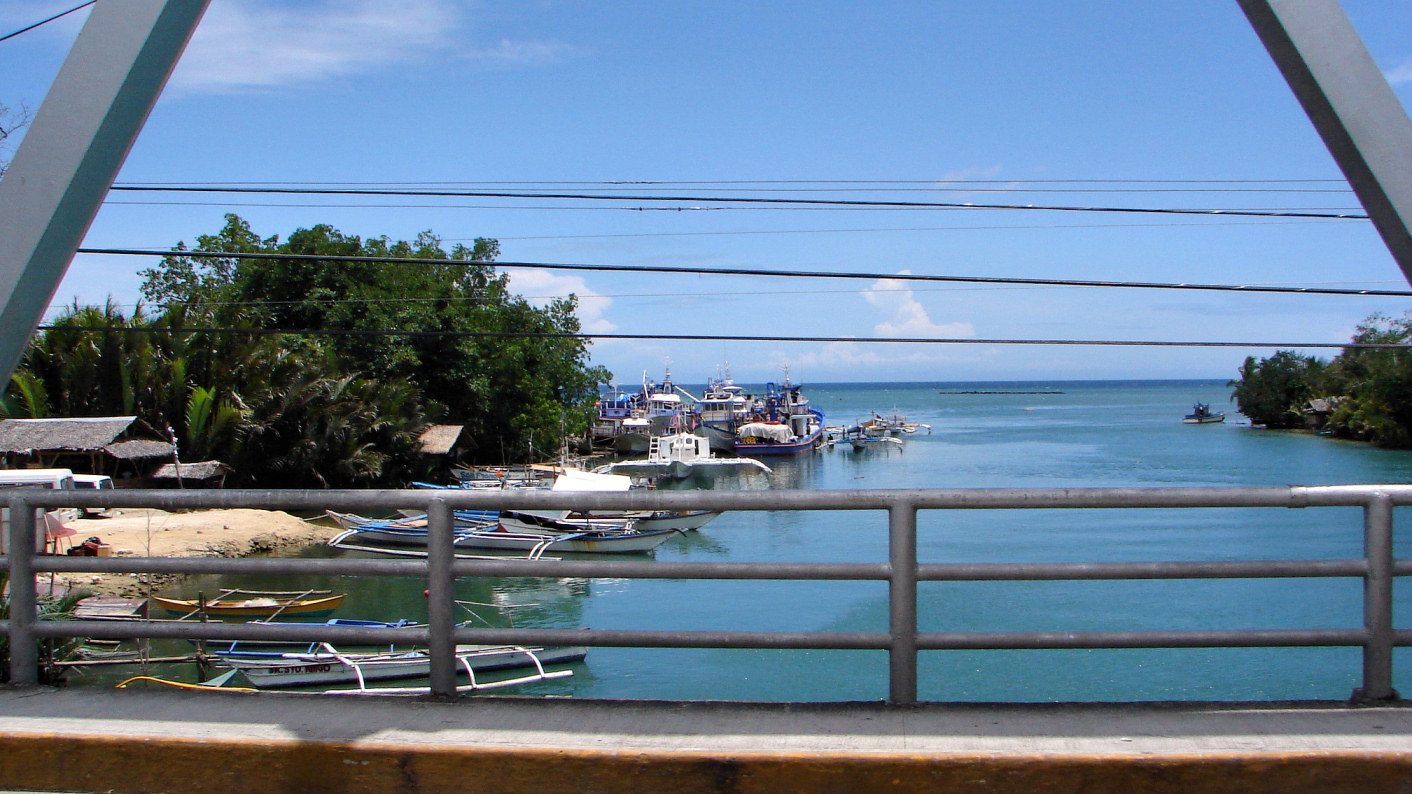
Hafen und Loboc Fluss, Loay.